# Drassodes myogaster
Drassodes myogaster är en spindelart som först beskrevs av Philipp Bertkau 1880.  
Drassodes myogaster ingår i släktet Drassodes och familjen plattbuksspindlar. Artens utbredningsområde är Tyskland. Inga underarter finns listade i Catalogue of Life.